# Cheiracanthium torricellianum
Cheiracanthium torricellianum is een spinnensoort uit de familie Cheiracanthiidae.
De wetenschappelijke naam van de soort werd in 1911 gepubliceerd door Embrik Strand.